# تاكاشي اينو
تاكاشي اينو (باليابانية: 井上孝) (و. 1925 – 2004 م) هو سياسي، من اليابان، كان عضوًا في الحزب الليبرالي الديمقراطي الياباني، توفي عن عمر يناهز 79 عاماً.

## التعليم
تعلم في جامعة كيوتو.